# Slankveckan
Slankvecka var den vecka då statare fick vara lediga. De kunde under denna tid även byta jobb. Slankveckan skall inte förväxlas med semester för det var ingen betald ledighet. Slankveckan inträffade under sista veckan i oktober. Slankveckan fick sitt namn då den var oavlönad och man fick föda sig själv. Slankveckan inleddes med flyttdagen.
Av Sveriges husförhörslängder framgår att slankveckan berör alla Sveriges medborgare. I husförhörslängden är alla medborgares namn angivna med namn yrke och födelsedatum etc. På andra sidan anges i en särskild förtryckt sida varje medborgares flyttdatum. I princip är det enbart en ägare med familj som sitter i fast bo. Anställningsförhållanden för nästa år klargjordes under augusti eller september (oklart). Det finns exempel på att en stor del av en arbetsplats som herrgård eller järnbruk bytte personal helt. Det måste ha varit en rejäl omflyttning av människor i Sverige under denna vecka. Detta gäller således definitivt inte enbart "statare". Ett exempel på en yrkesgrupp som flyttade på sig mycket var smeder på järnbruk. Ända från 1600-tal in på 1900-tal kan man se att de var utsatta för detta anställningsförhållande. Angående slankveckan var det ett sökande för alla att hitta en arbetsplats med bra anställningsförhållanden. Den minskade under början av 1900-talet för att senare försvinna. Central i denna funktion var prästen som utförde husförhörslängden med möten om anställningsförhållanden. Varje persons anställning attesterades. Attesterades inte arbetet blev man "lös". Att bli "lös" var olagligt.